# کاتارینا ایوانوسکا
کاتارینا ایوانوسکا (مقدونی: Катарина Ивановска؛ زادهٔ ۱۸ اوت ۱۹۸۸) مدل، هنرپیشه، و بازیگر سینما اهل جمهوری مقدونیه است. او فعالیت حرفه‌ای خود را در عرصه مدلینگ در سال ۲۰۰۴ با ظاهر شدن در مجلهٔ هفته مد میلان آغاز کرد.
او همچنین در سایر مجلات مثل ال، وگ، نگاره به عنوان مدل معرفی شده‌است. او به عنوان موفق‌ترین مدل جمهوری مقدونیه شناخته می‌شود. در سال ۲۰۰۶ او مدل تبلیغاتی برند دولچه و گابانا بود.
اودر سال ۲۰۱۱ یک قرارداد برای تبلیغ محصولات شرکت ویکتوریا سیکرت امضا کرد.